# Manni Delvalle
José Manuel Delvalle Fernandez (Asunción, 9 de mayo de 1995), más conocido como Manni Delvalle, es un actor, humorista e imitador paraguayo.

## Biografía
Nació el 9 de mayo de 1995 en la ciudad de Asunción de la República del Paraguay. En el año 2019, Manni llamó la atención de la prensa y el público a través de unos videos de comedia con estilo lip sync con audios populares de Paraguay subidos a sus redes sociales. Ese mismo año fue contratado por el canal Telefuturo para ser uno de los actores principales en el programa humorístico Telembopi junto a Silvia Flores, Clara Franco y Gustavo Cabaña.
En 2019, fue participante del reality show conducido por Kike Casanova llamado Baila conmigo Paraguay. En este certamen, quedó como semifinalista luego de ser eliminado por la cantante Marilina Bogado.
Además, fue protagonista de la obra teatral Las Karashans 2.0 (2019) y Las Karashans 3.0 (2020) con las cuales realizó 32 funciones en total en Paraguay. Su unipersonal, llamado "Soy Manni", se realizó a nivel nacional con 25 funciones y una función especial en Puerto Vallarta, México.
En el 2020, formó parte del programa Vive La Tarde de Telefuturo donde realizaba segmentos de humor.

## Trayectoria

### Programa de televisión
| Año  | Programa               | Canal      |
| ---- | ---------------------- | ---------- |
| 2019 | Telembopi              | Telefuturo |
| 2019 | Baila Conmigo Paraguay | Telefuturo |
| 2020 | Vive la Tarde          | Telefuturo |

### Obras de teatro
| Año  | Programa                  | Teatro                    | Funciones                |
| ---- | ------------------------- | ------------------------- | ------------------------ |
| 2019 | Las Karashan 2.0          | Teatro Latino             | 22 (10 000 espectadores) |
| 2019 | Soy Manni (Unipersonal)   | Teatro Bar Rock 66        | 15                       |
| 2019 | Soy Manni (Gira nacional) | Paraguay                  | 10                       |
| 2019 | Soy Manni (Unipersonal)   | Hard Rock Puerto Vallarta | 1                        |
| 2020 | Las Karashans 3.0         | Teatro Latino             | 10                       |

## Crisis del Coronavirus en los medios
Manni Delvalle, así como también más de 50 figuras de diferentes medios de comunicación, se vieron afectadas por los despidos masivos en Paraguay tras la crisis económica del COVID-19 (Coronavirus). El 4 de mayo de 2020, Telefuturo rescindió el contrato con Manni Delvalle. Otras personalidades afectadas fueron la modelo Larissa Riquelme, Fabi Martinez, Dahiana Bresanovich, varios periodistas de medios de Telefuturo como así también del diario ABC Color.